# 天津市南开医院
天津市南开医院，又称天津市中西医结合医院，前身是中华民国国防部联合后勤司令部平津被服总厂天津员工医院，是一家以中西医结合为特色的三级甲等医院，隶属于天津市卫生健康委员会。

## 历史沿革
天津市南开医院，前身是中华民国国防部联合后勤司令部平津被服总厂天津员工医院。1949年，解放军接管后，医院更名为华北军区后勤军需部职工医院。1957年，医院被划转移交天津市地方管理，改名为天津市南开医院，隶属于天津市卫生局。1969年，天津市南开医院划归南开区卫生局管辖。1978年，重归天津市卫生局管理。1985年，天津市南开医院完成扩建，建成急腹症科研大楼。1991年，南开医院住院大楼落成。1995年9月，被认定为天津市唯一的以中西医结合为治疗特色的三级甲等医院。1997年，天津市南开医院增名“天津市中西医结合医院”。